# ایرج صهبایی
ایرج صهبایی (زادهٔ ۱۳۲۴) موسیقی‌دان، موسیقی‌شناس، آهنگساز و رهبر ارکستر اهل ایران است. او به مدت ۸ سال رهبر میهمان ارکستر سمفونیک تهران و ۱ سال رهبر ثابت این ارکستر بود.

## زندگی‌نامه
ایرج صهبایی در سال ۱۳۲۴ در تهران متولد شد. در سن ۱۰ سالگی به هنرستان عالی موسیقی راه یافت و از آموزش‌های هنرمندانی نظیر ثمین باغچه‌بان، حسین ناصحی، شیفته صدقی و مصطفی کمال پورتراب بهره برد و با رتبه ۱ از هنرستان عالی موسیقی فارغ‌التحصیل شد. او به مدت ۱ سال به عنوان نوازنده ساز «ترومبون» در ارکستر سمفونیک تهران به رهبری حشمت سنجری با این ارکستر همکاری نمود. پس از آن با اخذ بورس تحصیلی به کشور فرانسه مهاجرت کرد و تحصیلات عالی موسیقی خود را در کنسرواتوار پاریس و کنسرواتوار استراسبورگ ادامه داد.
وی جایزه نخست آهنگسازی در کلاس الیویه مسیان و همچنین جایزه نخست رهبری ارکستر از کلاس «ژ.س. برو» را کسب نمود. او پس از اقامت در شهر استراسبورگ، در سال ۱۳۶۵ «ارکستر مجلسی شیلتیگهایم» را پایه‌گذاری نمود و در طول ۱۱ سال برنامه‌های مختلفی از آثار موسیقی مجلسی تا آثار سمفونیک قرن ۱۸ تا ۲۰ را به اجرا درآورد. او چندین سال سرپرست «کنسرواتوار شیلتیگهایم استراسبورگ» بود و هم‌زمان در دانشگاه استراسبورگ به تدریس موسیقی‌شناسی اشتغال داشت.
وی ارکسترهای گوناگونی را در کشورهای مختلف رهبری کرده‌است. او همچنین به مدت ۸ سال رهبر میهمان ارکستر سمفونیک تهران بود و در سال ۱۳۸۱ به مدت ۱ سال رهبری ثابت ارکستر سمفونیک تهران را بر عهده داشت. آثار وی در کشورهای گوناگون نظیر آلمان، فرانسه، انگلستان، کانادا، لهستان، اوکراین و … اجرا شده‌است.

## فعالیت‌های هنری
برخی از فعالیت‌های هنری ایرج صهبایی عبارتند از:رهبری «ارکستر مجلسی رادیو و تلویزیون ملی ایران»، رهبری «ارکستر دانشگاه استراسبورگ»، رهبری «ارکستر جوانان شربروک کانادا»، رهبری «ارکستر فیلارمونیک استراسبورگ»، رهبری «ارکستر هارمونی پاریس»، رهبری «گروه سازهای کوبه ای استراسبورگ» رهبری «ارکستر رویال فیلارمونیک لندن»، رهبری «ارکستر زهی پارسیان»، رهبری گروه موسیقی «نوبان»، عضویت در انجمن بین‌المللی آهنگسازان

## آثار هنری
- «سه انوانسیون فولکلوریک برای پیانو» (انتشارات چنگ، ۱۳۷۷)[۳]
- قطعه «به یاد موریس راول» (انتشارات چنگ، ۱۳۷۷)[۳]
- «۱۴ آوای بومی برای پیانو» (انتشارات چنگ، ۱۳۸۱)[۸]
- آلبوم موسیقی «ایرج صهبایی - ایگور استراوینسکی» (انتشارات ماهور، ۱۳۸۲)
- «دوازده آوای بومی برای پیانو و لالایی برای آواز و پیانو» (انتشارات چنگ، ۱۳۸۷)[۹]
- «۲۶ آهنگ محلی و ۴ قطعه برای پیانو» (انتشارات ماهور، ۱۳۹۰)
- «هفت آوای بومی برای آواز و هارپ»[۱۰]
- «سایه و شب برای ۶ خواننده و گروه همنواز»[۱۰]
- اپرای «سه حکایت پارسی» با بهره‌گیری از اشعار مولوی[۱۱]
- «مِتا شور» مُلهم از دستگاه شور[۱۱]